# Caleb Paine
Pour les articles homonymes, voir Paine.
Caleb Paine est un skipper américain né le 15 novembre 1990. Il a remporté la médaille de bronze du Finn masculin aux Jeux olympiques d'été de 2016 à Rio de Janeiro.